# Banco offshore
Un banco offshore, banco extraterritorial o banco con licencia OBL (del inglés Offshore Banking License) son entidades financieras que habilita para realizar actividades bancarias pero con la restricción de no realizar dichas actividades con ciudadanos de la jurisdicción que expidió la licencia o en la moneda local de tal jurisdicción. Por esta razón las autoridades del país que otorga la licencia reciben menos incentivos en su supervisión y regulación ya que o no aportan nada al país en cuestión o representan grandes beneficios para los gobiernos de países pequeños por el atractivo precisamente de esa falta de regulación.
La palabra offshore, que en inglés significa 'más allá de las costas, más allá de nuestras fronteras' es usada comúnmente en diversos ámbitos para indicar la deslocalización de un recurso o proceso productivo. Se usa banco offshore para indicar que son actividades económicas o de inversión, que una persona física o jurídica realiza fuera del propio país de residencia/constitución.
La combinación de una regulación menos estricta, una supervisión menos frecuente y una base de clientes offshore introduce diversos elementos de riesgo adicionales. Un banco que forma parte de un gran grupo financiero puede tener algunas de sus sedes operativas bajo OBL y éstas pueden suponer un nivel de riesgo menor que los bancos independientes con una OBL, ya que la confianza en la licencia OBL radicaría en el Programa de Prevención del Crimen Financiero del gran grupo financiero.
Según cálculos del FMI los activos de entidades financieras extraterritoriales en junio de 1999 alcanzaban los 4,6 billones de dólares, lo que suponía aproximadamente la mitad del total de activos extraterritoriales. De ellos, 0,9 billones estaban en territorios del Caribe, 1 billón en Asia y la mayoría de los restantes 2,7 billones en centros financieros internacionales como Londres, Estados Unidos y Japón. En el caso de los Estados Unidos estaban amparados en las Facilidades Bancarias Internacionales y, en el de Japón, en el Mercado Offshore Japonés. Se especula que 1/3 de la riqueza de los individuos más opulentos del mundo se maneja en cuentas offshore.

## Historia
sus orígenes se pueden remontar a las ferias medievales, las cuales se podrían calificar de “paraísos fiscales”, ya que al amparo de la “lex mercatoria”, tenían lo que hoy se llamaría “exoneraciones tributarias” y que en su época se llamaron “franquicias”.
El término "banco offshore" nació con los bancos que se establecieron en las Islas del Canal, frente a la costa noroeste de Francia en las ferias medievales calificadas de paraísos fiscales ya que se regían por la lex mercatoria que implicaba un tipo de exoneraciones tributarias o franquicias.
La banca offshore, tras la Segunda Guerra Mundial, cobró mayor importancia a causa de una búsqueda de mayor competitividad en los mercados internacionales y la consolidación de los paraísos fiscales, entre otras.
Durante la época de los 60 y 70 el mantenimiento de regulaciones en los sectores financieros de los países industriales (imposiciones de reservas requeridas, topes tasas de interés, restricciones a productos financieros a ofrecer, controles de capital, altos impuestos,...) propició el crecimiento de la banca offshore. Singapur lanzó el Asian Dollar Market, Luxemburgo empezó a atraer inversionistas de la UE, Bahamas y las Islas Cayman facilitaban la incorporación de bancos extranjeros. Persiguiendo este éxito, muchos países pequeños trataron de atraer este negocio. Algunos tuvieron poco éxito porque no fueron capaces de ofrecer las mismas ventajas sobre los centros mejor establecidos y esto trajo como consecuencia que algunos de estos últimos países comenzaran lo intentaran con el al lado menos legítimo del negocio.
A finales de los 90, las atracción de estos centros bancarios comenzaron a cambiar a medida que las reservas requeridas, los controles en las tasas de interés y de capital disminuyeron en importancia, mientras que los regímenes de impuestos se mantenían firmes. Además, algunos de los principales países industriales comenzaron a ofrecer incentivos similares (En Estados Unidos las International Banking Facility (IBF), en Japón las Japanese Offshore Market (JOM) ) al tiempo que las autoridades supervisoras adoptaban medidas que redujeron los incentivos a los bancos por llevar sus negocios fuera de la jurisdicción principal. Como resultado, las ventajas contributivas ya no son tan importantes para los bancos, sino para los clientes corporativos e individuales. Para estos últimos, la reducción de impuestos por herencias y otros impuestos capitales es el incentivo primordial y que ha llevado a la expansión del manejo de fondos en el exterior. El impulso definitivo de esta banca se produjo con el desarrollo de las nuevas tecnologías y la banca online.

## Clasificación
Hay dos importantes tipo de banca offshore:
- Bancos offshore minoristas y comerciales: Es habitual que tengan un costo o depósito mínimo por apertura, con cantidades que oscilan entre los 1000 y los 10000 dólares. Básicamente ofrecen los mismos servicios que cualquier banco pero con servicios en varias divisas. Están diseñados para actividades de ahorro y comercio entre particulares, por lo que comúnmente se trata de cuentas que son manejadas directamente por sus propietarios a través de Internet, la banca offshore minorista ofrece servicios muy similares a la banca onshore.
- Banca privada: Entidades financieras enfocadas a la inversión y operaciones de alto nivel, con un monto mínimo habitual entre los 500,000 y un millón de Dólares. Estas instituciones suelen desarrollar un perfil de inversión personalizado para cada cliente, el cual cuenta con su gestor personal. Ofrecen inversiones de todo tipo, algunas muy exclusivas sólo disponibles para sus mejores clientes.

## Ventajas
Las principales ventajas de los bancos offshore son:
- Mayor libertad. Menos intervención gubernamental y exención de cumplir con regulaciones sobre el capital como controles de cambio, sobre transacciones exteriores o sobre política de inversiones, así como de auditoria contable. Esto implica mayor libertad de movimientos para sus clientes y en muchas ocasiones una reducción de costes que permite el pago de intereses más elevados. Las operaciones financieras pueden llevarse a cabo dentro de un marco de una regulación de la actividad bancaria que se caracteriza por dejar la actividad a la libre determinación por parte de las entidades bancarias y la competencia en el mercado
- Menos impuestos. Los depósitos en cuentas de bancos offshore, así como sus rendimientos, generalmente están libres de cualquier impuesto.
- Mayor privacidad. Casi siempre están constituidos en territorios con estrictas leyes de secreto bancario y privacidad.
- Estabilidad financiera y monetaria. La banca offshore se sitúa en centros financieros importantes, con buena estabilidad política y monetaria.
- Servicios especiales. Algunos bancos extraterritoriales ofrecen productos de los que no disponen sus competidores onshore, como puede ser cuentas numeradas, tarjetas de crédito anónimas o inversiones de alto rendimiento.

## Desventajas
Las principales desventajas de los bancos offshore son:
- Generan desconfianza de las autoridades e instituciones financieras. Los bancos situados en paraísos fiscales son relacionados frecuentemente con la evasión de impuestos o con el blanqueo de capitales. Por este motivo las transacciones procedentes o con destino a los mismos suelen causar recelos y atraer una mayor inspección de las autoridades tributarias. En ocasiones, aunque no es un caso muy frecuente, algunos bancos offshore pueden estar vetados por organismos como el GAFI o incluso por otros bancos onshore.
- Seguro de depósitos. Algunos países disponen de un seguro gubernamental de los depósitos de los clientes hasta una determinada cantidad. Esto protege a los clientes ante una posible insolvencia de su entidad bancaria. En muchos casos, aunque no en todos, la banca offshore se encuentra excluida de estos acuerdos.
- Mayores gastos de mantenimiento. Los gastos de administración de una cuenta offshore son por lo general ligeramente más elevados que los de una tradicional. El importe varía de banco a banco, aunque lo normal es que el mantenimiento de la cuenta ronde entre 10 y 30 dólares al mes y los gastos de apertura alrededor de 100 o 200 dólares. También es habitual que el banco cargue una pequeña comisión por recibir depósitos en efectivo o transferencias.

## Centros Financieros Offshore
Los bancos offshore usualmente se ubican en lo que se conocen como Centros Financieros Offshore (CFO). Los CFO son jurisdicciones que tienen un número relativamente vasto de instituciones financieras enfocadas primordialmente en negocios con no-residentes (offshore). El FMI define un CFO como  aquel en donde la mayoría de las transacciones financieras llevadas a cabo por instituciones localizadas en esa jurisdicción son conducidas por clientes que se encuentran en otras jurisdicciones.
Hay CFO’s como Hong Kong y Singapur, con mercados e infraestructura bien desarrollados, y donde una considerable cantidad de valor es añadido a las transacciones hechas por no-residentes, a centros con población pequeña, tales como algunos de los centros del Caribe, donde el valor añadido está limitado a la provisión de infraestructura profesional.  En algunos centros pequeños, donde la institución financiera tiene poca o ninguna presencia física, el valor añadido puede ser limitado a solo el registro o reporte de la transacción.

### CFO y Paraísos fiscales
El término paraíso fiscal es fruto de un error en la traducción del término inglés tax haven que significa literalmente “puerto fiscal”, el cual se confundió con tax heaven, cuyo significado si es “paraíso fiscal”. El llamar puerto fiscal a estos lugares tiene su origen en un paralelismo, pues el hombre de negocios se compara al marino que busca refugio y atraviesa el océano de legislaciones fiscales y sus tempestades, que son los controles y las imposiciones sobre la riqueza, que es el puerto. Finalmente se generalizó el término de paraíso fiscal, que también permite establecer un paralelismo similar.
Hay una falta de consenso sobre la definición exacta de paraíso. Sin embargo, hay una serie de características comunes que todas ellas comparten, como son la baja o nula tributación de la jurisdicción, el mayor protagonismo en la economía de los no residentes o la escasez de regulación financiera en el territorio.
Para el FMI, un paraíso fiscal es un Centro de Financiación Offshore (CFO) en los que la mayor parte de las transacciones financieras de la balanza comercial se realizan con personas o compañías no residentes en el centro, donde las transacciones pueden iniciarse desde cualquier parte, y donde la mayoría de las instituciones implicadas son controladas por no residentes.
Sin embargo, para la OCDE un CFO es una jurisdicción cuyas instituciones financieras tratan principalmente con no residentes y/o moneda extranjera, en una escala desproporcionada en consideración con el tamaño de su economía. Estas instituciones gozan además de las ventajas fiscales no disponibles fuera de este territorio.
Por otro lado, para la OCDE un paraíso fiscal es una jurisdicción que ofrece ventajas tributarias atractivas para el capital y la actividad financiera de personas no residentes en ella, al amparo de legislación laxa en materia de controles y poco transparente en relación con la información que se suministra a terceros Estados.
Para la OCDE mientras que la definición de paraíso fiscal se centra en cómo se realiza una actividad, el término CFO se focaliza en la actividad en sí. Como la manera de realizar una actividad es algo inherente a ella, lo que las características que la OCDE establece para los paraísos fiscales deberían incluirse también para los CFO. Enfocado desde un punto de vista práctico, las diferencias que pueda haber entre el término CFO y paraíso fiscal son inexistentes. Para la OCDE la diferencia radica en una característica clave, la poca o nula colaboración en el intercambio efectivo de información (secreto bancario).
Debido a la falta de consenso en la definición, la valoración de un territorio como paraíso fiscal es una consideración relativa y para cada jurisdicción u organización un paraíso fiscal tiene unas características concretas distintas. Esto provoca que haya varias listas de paraísos fiscales cada una con un número de í fiscales distinto. Por otro lado, ha habido denuncias de enmascaramiento en la composición de las listas: con la promesa de proporcionar información en el futuro o de la firma de convenios de colaboración se elimina de la lista. Además, las organizaciones que elaboran las listas tienen sus propios intereses para no incluir ciertoa lugares como paraíso fiscal. Por ejemplo, la lista de paraísos fiscales de la Unión Europea no ha incluido nunca paraísos fiscales dentro de sus fronteras como Luxemburgo o Países Bajos.
Las inconsistencia de las listas de paraísos fiscales o centros offshore publicadas por la OCDE y otros organizaciones internacionales  y la confusión en las definiciones de lo que constituye un paraíso fiscal provocó que, en 2009, la Tax Justice Network, una coalición independiente de investigadores y activistas, lance el Índice de Opacidad Financiera (Financial Secrecy Index) que intenta dar información objetiva sobre los paraísos fiscales o jurisdicciones opacas más importantes del mundo. Esta opacidad que mantienen en secreto los dueños de cuentas bancarias, trusts o sociedades offshore, es la que impide a las instituciones nacionales competentes de detectar a sus ciudadanos, usando las regulaciones (tributarias, societarias, etc.) de dicha jurisdicción opaca.